# Powiat bałcki
Powiat bałcki – dawny powiat guberni podolskiej, którego siedzibą była Bałta.
Gmin w powiecie w roku 1880 było 24: 
1. Korytna[1], Moszniaki, Perejma, Piszczana w dzisiejszym rejonie bałckim
2. Trojany w dzisiejszym rejonie błahowiszczeńskim
3. Harmackie (Harmaki) w dzisiejszym rejonie Dubosary
4. Hołowaniewsk, Lipoweńskie i Trojanka w dzisiejszym rejonie hołowaniewskim
5. Krute, Pisarzówka w dzisiejszym rejonie kodymskim,
6. Czarna w dzisiejszym rejonie okniańskim
7. Tryduby w dzisiejszym rejonie krywoozierskim
8. Wielki Bobryk w dzisiejszym rejonie lubaszowskim
9. Mołokisz Wielki, Woronków w dzisiejszym rejonie Rybnica,
10. Wielka Meczetna[2],  w dzisiejszym rejonie krywoozierskim
11. Bohopol w dzisiejszym rejonie pierwomajskim
12. Baksza, Sawrań w dzisiejszym rejonie sawrańskim
13. Werbówka w dzisiejszym rejonie tomaszpolskim
14. Józefpol, Daniłowa-Bałka w dzisiejszym rejonie wilszańskim

## Wzmianka z r. 1880
(...)
Kolej odesko-kijowska przechodzi przez zachodnią część powiatu
bałckiego i na gruncie jego ma następujące stacye: w Kodymie, w Krutem, w Borszczach;
z następnej zaś stacyi: Birzuły odchodzi gałąź
przez Bałtę do Jelizawetgradu. Z rzeczy kopalnych ma tylko powiat: kamień wapienny,
ciosowy, młyński, gips i glinę na fajans. Dekanat rz.-kat. (ob. wyzej). Cerkwi 178, synagog i meczetów 21, szkoła 2-klasowa w Bałcie;
szkółki wiejskie powinny być przy gminach,
lecz stoją, zwłaszcza latem, pustkami. Powiat
bałcki dzieli się na 6 stanów, to jest zarządów policyjnych: Nestoito, Krute, Sawrań,
Hołowaniewsk, Krzywe-Jezioro, Ludwinka.
(...) Jarmark, najznaczniejszy
jest w Bałcie od 25 maja do 1 czerwca, przywożą towarów na półtora miliona, sprzedają do
800000 r.s. Najwięcej towary łokciowe, konie i tabuny (dzikie). Drugi jarmark mniejszy, zaczyna się 29 lipca, ciągnie się przez 3 dni, obrót jego do 150000 rs.
W pow. bałckim jest 14 miasteczek i 228 wsi. Szpitali
w Bałcie 3: miejski na 60 chorych, więzienny
na 17 i żydowski; oprócz tego w pow. przy fabryce cukru w Borszczach szpital na kilku chorych. Herb powiatu: pół pola ornego i pół stepowego; środkiem ornego przechodzi wół.